# کنعانیسم

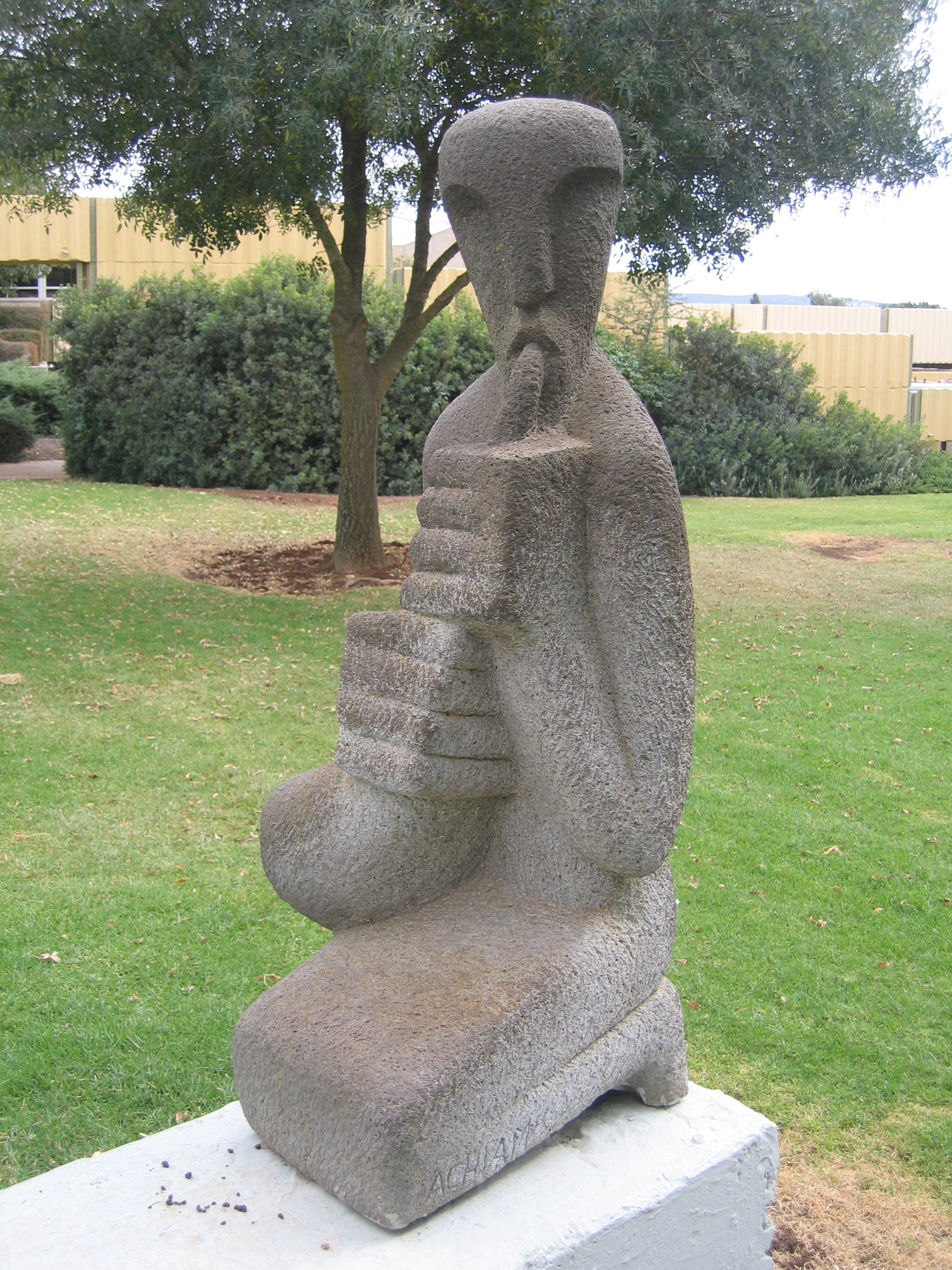
مجسمه نماد کنعانیسم

کنعانیسم یک جنبش فرهنگی و ایدئولوژیکی بود که در سال ۱۹۳۹ به وجود آمد و در دهه ۱۹۴۰ میان یهودیان فلسطین در اوج بود. این جنبش به شدت بر هنر اسرائیلی، ادبیات اسرائیلی و اندیشه سیاسی و روانی اسرائیل تأثیر گذاشت. معتقدان به آن کنعانیست (عبری: הכנענים‎) خوانده می‌شدند. نام اولیه این جنیس «کنسول برای ائتلاف جوانان عبری» (عبری: הוועד לגיבוש הנוער העברי‎) بود؛ کنعانیسم در اصل اصطلاح تحقیرآمیز بود. اکثریت اعضای آن عضو سازمان نظامی ملی در سرزمین اسرائیل یا لحی بود، و هیچگاه بیشتر از ۲۴ عضو رسمی پیدا نکرد اگرچه به عده زیادی اثرگذار بود. این گروه در واقع به دنبال ایجاد یک ملت عبری (نه یک ملت یهودی) بود و به دنبال پذیرش اعراب بود و یهودیت و اسلام را نوعی دیدگاه عقب‌مانده و قرون وسطایی تلقی می‌کرد.